# Сен-Лари, Сезар-Огюст де
Сезар-Огюст де Сен-Лари (фр. César-Auguste de Saint-Lary; ум. 22 июля 1621),  барон де Терм и де Монбар — французский государственный деятель, рыцарь орденов короля.
Второй сын барона Жана де Терма и Жанны Анны де Вильмюр.
Рыцарь Мальтийского ордена, затем Великий приор Оверни. Был конюшим в конюшне короля. В 1611 бездетный старший брат, герцог де Бельгард, отказался в его пользу от должности великого конюшего Франции.
31 декабря 1619 был пожалован в рыцари ордена Святого Духа.
Умер от ранения в руку, полученного при осаде Клерака во время первой гугенотской войны 1620—1622 годов. Погребен в церкви иезуитов в Дижоне.

## Семья
Жена (25.07.1615): Катрин Шабо (ум. 1662), дочь Жака Шабо, маркиза де Мирбо, и Анны де Колиньи
Дети:
- Жан де Сен-Лари, ум. юным
- Анн-Мари де Сен-Лари (11.1621 — 4.05.1715). Муж (14.10.1643): Жан Антуан Арно де Пардайян, маркиз де Монтеспан (ок. 1602—1687). Жених был её двоюродным братом, поэтому для заключения брака потребовалось церковное разрешение